# Saint-Aignan-de-Couptrain
Saint-Aignan-de-Couptrain is een gemeente in het Franse departement Mayenne (regio Pays de la Loire) en telt 374 inwoners (2005). De plaats maakt deel uit van het arrondissement Mayenne.

## Geografie
De oppervlakte van Saint-Aignan-de-Couptrain bedraagt 17,1 km², de bevolkingsdichtheid is 21,9 inwoners per km².

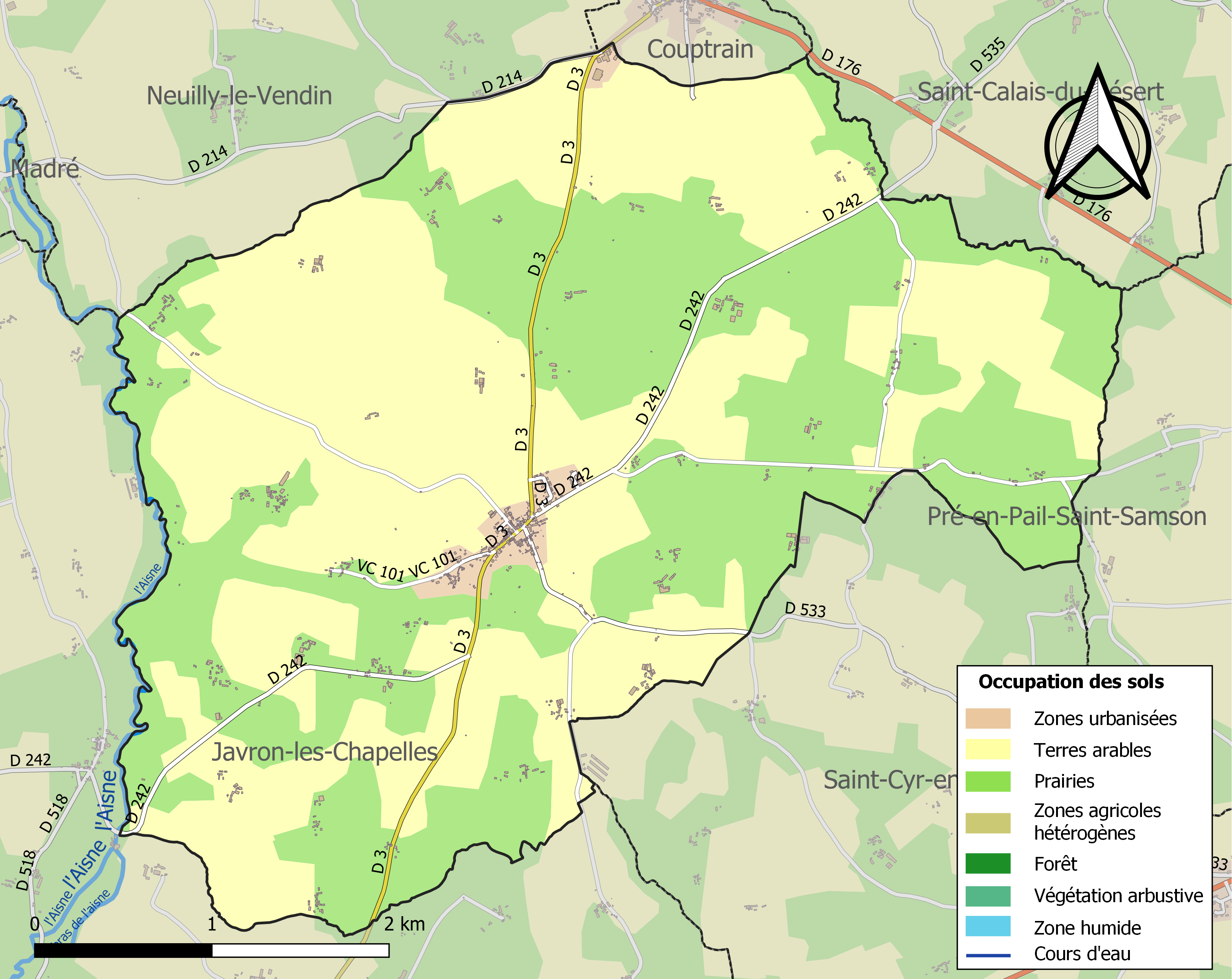
Kaart van de gemeente met de. belangrijkste infrastructuur, bodemgebruik en omliggende gemeenten

## Demografie
Onderstaande figuur toont het verloop van het inwonertal (bron: INSEE-tellingen).

1. ↑  Populations de référence 2022.